# هومر بيتي
هومر بيتي (بالإنجليزية: Homer Beatty)‏ هو لاعب كرة قدم أمريكية أمريكي، ولد في 31 أغسطس 1915، وتوفي في 16 مارس 2000.